# Tarta dyniowa

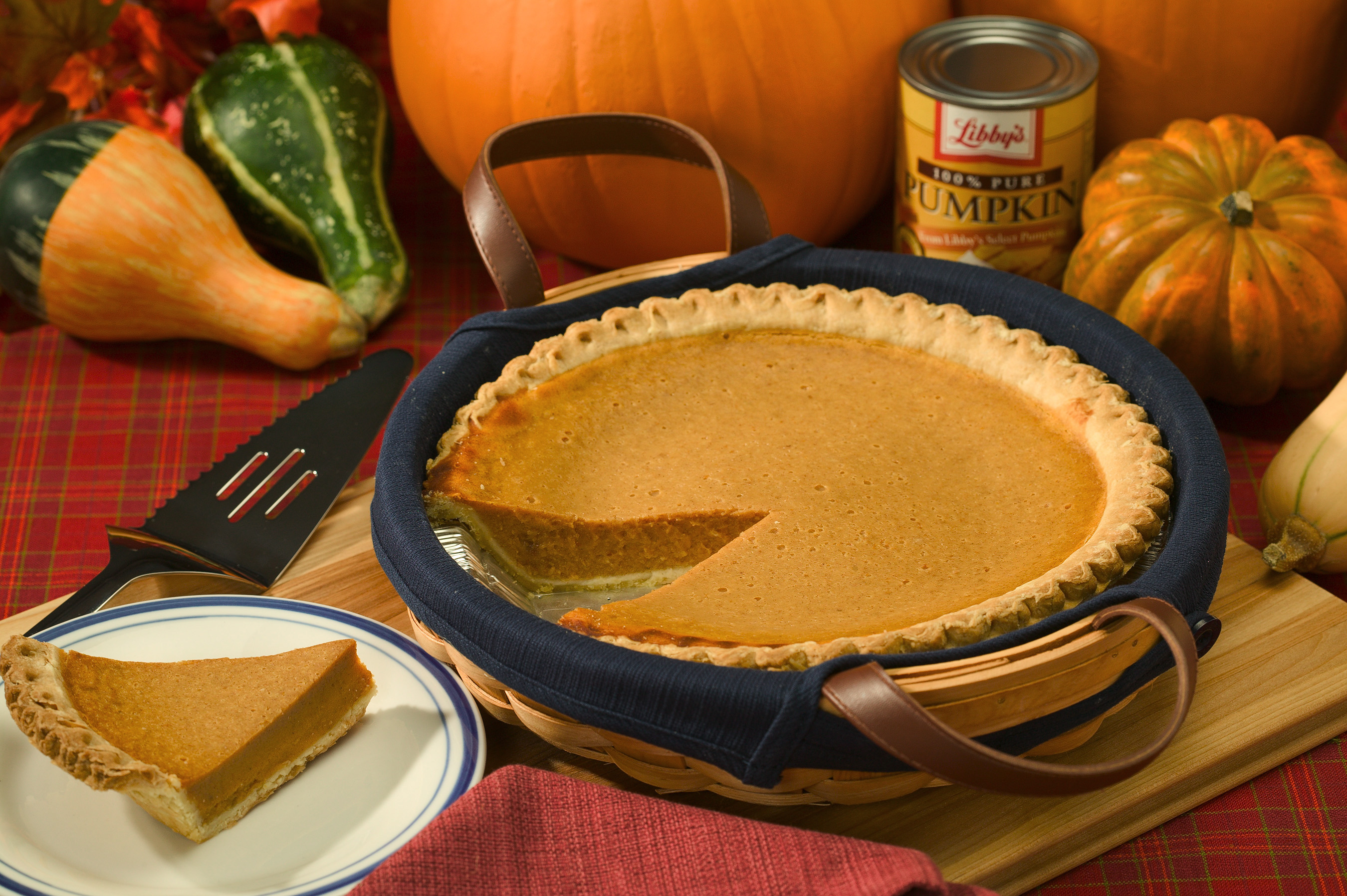
Pumpkin pie

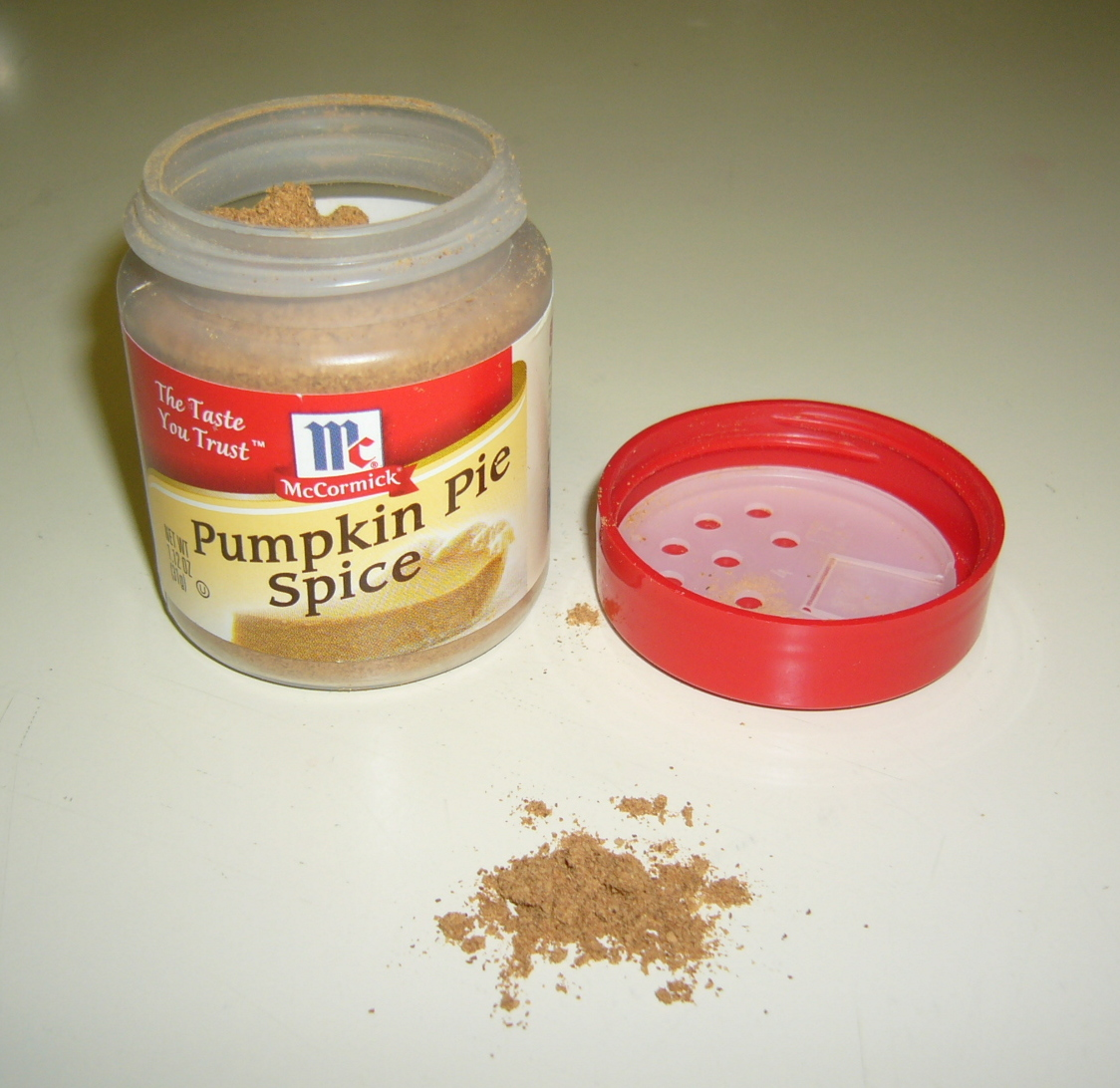
Przyprawa dyniowa

Tarta dyniowa (USA ang. pumpkin pie) – słodka tarta z nadzieniem z dyni, przyrządzana na Halloween i Dzień Dziękczynienia w Stanach Zjednoczonych.
Korpus na tartę przyrządza się zwykle z ciasta kruchego. Na amerykańskim rynku powszechnie dostępne są gotowe purée z dyni oraz korzenne mieszanki przyprawowe (pol. przyprawy dyniowe) wykorzystywane do sporządzenia do nadzienia.
Pumpkin pie zaczął szerzyć się w amerykańskich książkach kucharskich pod koniec XVIII wieku.
W pierwszej amerykańskiej książce kucharskiej, American Cookery (1796) autorstwa Amelii Simmons, znalazły się dwa przepisy na ten specjał. Pierwszy przypomina wypieki przygotowywane współcześnie z okazji Dnia Dziękczynienia. Wedle tegoż przepisu korpus można przyrządzić na dwa sposoby: kruche ciasto z masła, mąki i jaj oraz ciasto z masła, smalcu, mąki i ubitych białek jaj. Składniki nadzienie to natomiast: duszona dynia, śmietanka, ubite jaja, cukier oraz przyprawy korzenne (kwiat muszkatołowy, gałka muszkatołowa i imbir). Według drugiego przepisu Simmons, ciasto ograniczone jest jedynie do płaskiego spodu. Nadzienie zaś przyrządzone jest z dyni, mleka, jaj, melasy oraz przypraw korzennych w postaci ziela angielskiego i imbiru.
Według przepisu Catharine Beecher (1800–1878), zamieszczonego w jej w książce Domestic Receipt Boook, nadzienie do Pumpkin Pie składa się z duszonej i przetartej przez sito dyni, mleka, ubitych jaj, cukru, cynamonu i imbiru.